# Mike Testwuide
Mike Testwuide (né le 5 février 1987 à Vail dans l'État du Colorado aux États-Unis) est un joueur professionnel américain de hockey sur glace naturalisé sud-coréen. Il évolue au poste d'ailier droit.

## Biographie
Après avoir pris part à quatre saisons avec les Tigers de Colorado College, il signe le 19 mars 2010 comme agent libre avec les Flyers de Philadelphie de la Ligue nationale de hockey. Il commence sa carrière professionnelle avec les Phantoms de l'Adirondack, équipe affiliée aux Flyers dans la LAH. Le 25 février 2013, il est échangé aux Flames de Calgary contre Mitch Wahl.
Après trois saisons dans les ligues mineures, sans avoir joué dans la LNH, il signe durant l'été 2013 avec le Anyang Halla, club de Corée du Sud évoluant dans l'Asia League. Devenu citoyen sud-coréen, il participe désormais aux compétitions internationales avec l'équipe nationale de Corée du Sud. Il prend part avec cette équipe aux Jeux olympiques d'hiver de 2018 se tenant à Pyeongchang en tant que pays hôte du tournoi.

## Statistiques

### En club
| Saison    | Équipe                   | Ligue       |    | Saison régulière | Saison régulière | Saison régulière | Saison régulière | Saison régulière |   | Séries éliminatoires | Séries éliminatoires | Séries éliminatoires | Séries éliminatoires | Séries éliminatoires |
| Saison    | Équipe                   | Ligue       | PJ | B                | A                | Pts              | Pun              | PJ               | B | A                    | Pts                  | Pun                  |                      |                      |
| 2004-2005 | Black Hawks de Waterloo  | USHL        | 46 | 2                | 8                | 10               | 43               | 4                | 0 | 1                    | 1                    | 4                    |                      |                      |
| 2005-2006 | Black Hawks de Waterloo  | USHL        | 54 | 18               | 13               | 31               | 88               | -                | - | -                    | -                    | -                    |                      |                      |
| 2006-2007 | Colorado College         | WCHA        | 29 | 8                | 2                | 10               | 25               | -                | - | -                    | -                    | -                    |                      |                      |
| 2007-2008 | Colorado College         | WCHA        | 33 | 11               | 10               | 21               | 31               | -                | - | -                    | -                    | -                    |                      |                      |
| 2008-2009 | Colorado College         | WCHA        | 36 | 4                | 5                | 9                | 20               | -                | - | -                    | -                    | -                    |                      |                      |
| 2009-2010 | Colorado College         | WCHA        | 36 | 21               | 10               | 31               | 26               | -                | - | -                    | -                    | -                    |                      |                      |
| 2010-2011 | Phantoms de l'Adirondack | LAH         | 76 | 18               | 21               | 39               | 62               | -                | - | -                    | -                    | -                    |                      |                      |
| 2011-2012 | Phantoms de l'Adirondack | LAH         | 66 | 12               | 17               | 29               | 79               | -                | - | -                    | -                    | -                    |                      |                      |
| 2012-2013 | Phantoms de l'Adirondack | LAH         | 19 | 2                | 0                | 2                | 27               | -                | - | -                    | -                    | -                    |                      |                      |
| 2012-2013 | Heat d'Abbotsford        | LAH         | 9  | 2                | 1                | 3                | 28               | -                | - | -                    | -                    | -                    |                      |                      |
| 2013-2014 | Anyang Halla             | Asia League | 42 | 27               | 27               | 54               | 54               | -                | - | -                    | -                    | -                    |                      |                      |
| 2014-2015 | Anyang Halla             | Asia League | 46 | 29               | 32               | 61               | 48               | 6                | 4 | 1                    | 5                    | 0                    |                      |                      |
| 2015-2016 | Anyang Halla             | Asia League | 46 | 35               | 31               | 66               | 56               | 8                | 2 | 3                    | 5                    | 25                   |                      |                      |
| 2016-2017 | Anyang Halla             | Asia League | 44 | 23               | 21               | 44               | 62               | 1                | 0 | 0                    | 0                    | 0                    |                      |                      |
| 2017-2018 | High1                    | Asia League | 22 | 9                | 12               | 21               | 20               | -                | - | -                    | -                    | -                    |                      |                      |
| 2018-2019 | Daemyung Killer Whales   | Asia League | 32 | 7                | 9                | 16               | 28               | 3                | 0 | 1                    | 1                    | 2                    |                      |                      |
| 2019-2020 | Daemyung Killer Whales   | Asia League | 35 | 12               | 9                | 21               | 32               | -                | - | -                    | -                    | -                    |                      |                      |

### En équipe nationale
| Année | Équipe       | Compétition              |   | PJ | B | A | Pts | Pun                      |  | Résultat |
| 2015  | Corée du Sud | Championnat du monde D1B | 5 | 4  | 4 | 8 | 0   | 1re place (promu en D1A) |  |          |
| 2016  | Corée du Sud | Championnat du monde D1A | 1 | 0  | 0 | 0 | 2   | 5e place                 |  |          |
| 2017  | Corée du Sud | Jeux asiatiques d'hiver  | 1 | 0  | 0 | 0 | 4   | Médaille d'argent        |  |          |
| 2018  | Corée du Sud | Jeux olympiques          | 4 | 0  | 0 | 0 | 0   | 12e place                |  |          |

## Trophées et honneurs personnels
- 2015-2016 :
  - nommé dans la première équipe d'étoiles de l'Asia League.
  - champion d'Asie avec le Anyang Halla.
- 2016-2017 : champion d'Asie avec le Anyang Halla.